# Maria Adriana Prolo
Maria Adriana Prolo (née en mai 1908 à Romagnano Sesia et morte le 20 février 1991 dans la même ville) est une historienne italienne.

## Biographie
Très jeune, elle est diplômée en histoire et littérature auprès de la Facoltà di Magistero à Turin. Ensuite, elle officie à la bibliothèque royale de Turin où elle commence ses recherches.
Historienne et collectionneuse, elle fonde le Musée national du cinéma de Turin en 1941,. Son nom est lié aux origines du cinéma narratif.